# مرزة ملغاشية
مُرزة مَلَغاشية أو عُقيب ملغاشي (الاسم العلمي: Circus macrosceles)، نوع من العقيب المنتمي إلى فصيلة البازية. يستوطن مدغشقر وجزر القمر.